# Oskärpecirkel
Oskärpecirkel är en teknisk term inom fotografering. Med ett teoretiskt perfekt objektiv kommer en punkt i objektivets fokus ("skärpeinställning", det vill säga en punkt på det avstånd från kameran som objektivet är inställt på) att avbildas i bildplanet som en punkt.
Punkter som inte ligger i fokus kommer att avbildas som en liten "skiva" i stället, den så kallade oskärpecirkeln.

## Ögats förmåga att se detaljer i bilden
Hur stor oskärpecirkeln får vara innan avbildningen av punkten anses oskarp, beror på den betraktningsvinkel som ögat får till bilden. Detta i sin tur beror på filmrutans (eller sensorns) storlek, hur mycket bilden förstoras och på vilket avstånd bilden betraktas.
En person med normalgod syn kan urskilja punkter av en storlek 0,2 mm på betraktningsavståndet 25 cm.

## Beräkning
I praktiska förhållanden och för att få en uppfattning av storleken på accepterad oskärpa kan oskärpecirkeln till exempel definieras som "den största oskärpecirkeln på ett filmnegativ som fortfarande av det mänskliga ögat betraktas som en ren punkt då negativet har förstorats till 30 cm diagonal storlek och betraktas på ett normalt betraktningsavstånd av 50 cm" (måtten kan variera).
En allmänt accepterad metod att beräkna oskärpcirkeln är d/1500, där d=filmens diagonalmått, eller 0,029 mm för negativformatet 24x36 mm, vilket motsvarar 0,2 mm på en förstoring med diagonalen 30 cm. Värden omkring 0,030–0,033 mm förekommer också.
En oskärpecirkel beräknad med hjälp av formeln d/1500 är avsedd att representera ett "normalfall" vad gäller fotografering, förstoring och betraktelseförhållanden.Om fotografiet kommer att förstoras till större storlek eller betraktas på kortare avstånd eller kopieras via en fotoprinter som tillför oskärpa så ställs högre krav, det vill säga krav på en mindre oskärpecirkel.
En oskärpecirkel uppstår också genom ofullkomligheter i objektivet, genom diffraktion och aberration. Även motivets rörelse i förhållande till kameran ger upphov till en oskärpecirkel.
Ibland används vid tekniska mätningar ett sätt att mäta oskärpecirkelns storlek på ett tekniskt sätt som "den minsta cirkel som rymmer ett visst procent av ljuset från den avbildade punkten".
Med skärpedjup menas zonen mellan det kortaste och det längsta avstånd där punkter avbildas som cirklar mindre än den accepterade oskärpecirkeln.